# 国立高等电力技术、电子学、计算机、水力学与电信学校
法国国立高等电力技术、电子学、计算机、水力学与电信学校 ENSEEIHT  (法语：Ecole Nationale Supérieure d'Electrotechnique, d'Electronique, d'Informatique, d'Hydraulique et des Télécommunications，因学校缩写ENSEEIHT的法语发音，又称“N7”) 是法国一所公立的三年制高等专业学院，亦是国立图卢兹综合理工学院 ( Institut National Polytechnique de Toulouse ) 三个组成单位 ( ENSEEIHT, ENSAT, ENSIACET ) 中成立时间最早，知名度最高的工程师大学校。其信息技术、流体力学、电子学与通信技术等领域在法国大学校中拥有较强的竞争力。学校坐落于图卢兹市中心，距离图卢兹著名的卡皮托勒广场 ( Place du Capitole ) 步行只需5分钟。

## 学校历史
1907年：电力技术与应用机械学校成立。
1948年，学校成为“国立高等工程师学校”并于1956年设立电子学系。三年后，在全法国工程师学校历史上首次开设计算机科学与应用数学系，学校也定名为“ENSEEIHT”(国立图卢兹高等电子技术、电子学、计算机、水力学校，字母“T”代表“图卢兹”)。
1969年，学校被并入国立图卢兹综合理工学校。
1999年，学院第5个系－即“电信与网络”系－成立。自此，学校法文名称缩写包含了学校5个系名称的缩写：“ENSEEIHT” (国立高等电力技术、电子学、计算机、水力学与电信学校，字母“T”代表“电信”)。
2010年6月，学院正式成为电信学校( L'Institut Télécom，原名GET，即电信学校集团。成员包括巴黎高等电信学校、布列塔尼电信学校 Télécom Bretagne、 南巴黎电信学校以及电信管理学校 Télécom École de Management 合作院校。

## 学院教育

### 工程师培养方向：
ENSEEIHT的工程师培养涵盖5个专业方向，每个专业领域独立成系并拥有各自的研究实验室。
- 电力工程与自动化技术
- 电子学与信号处理
- 计算机科学与应用数学
- 水力学与流体力学
- 电信与网络技术

### 工程师硕士专业：
ENSEEIHT由7个硕士专业组成：
- 嵌入式系统 (与国立高等航空航天学校 l'ISAE SUPAERO 合作)
- 航空通信系统 (与国立高等航空航天学校 l'ISAE SUPAERO, 布列塔尼电信学校 Télécom Bretagne 以及南巴黎电信学校 Télécom SudParis 合作)
- 新能源技术
- 信息技术
- 工业流体力学
- 水利学
- 网络与通信系统

## 学院科研
ENSEEIHT 与以下研究机构拥有合作： 
- 微波与电磁学实验室 ( LAME )
- 光电子嵌入式系统实验室 ( LOSE )；
- 能量转换与等离子体实验室 ( LAPLACE )；
- 图卢兹计算信息研究所 ( IRIT )。

与此同时， ENSEEIHT 的5个教学系中的每个系都拥有一个相应的研究实验室：
- 电力技术与工业电子学实验室 ( LEEI ) －法国国家科研中心 ( CNRS ) 合作实验室；
- 电子学实验室 ( LEN7 ) －研究接待单位；
- 计算机与应用数学实验室 ( LIMA IRIT )；
- 图卢兹流体力学研究所 ( IMFT ) －法国国家科研中心 ( CNRS ) 合作研究单位；
- 电信与网络工程实验室 ( IRT )。

## 杰出校友

### 企业高层：
- François Croizette Desnoyers， Alfa Laval Packinox公司总经理；
- Robert Havas， l'Agence de l'innovation industrielle ( AII )经理；
- Adam Hervé， Vinci Energies 公司总经理；
- Bernard Parisot， JCDecaux North America 公司总裁兼首席执行官；
- Alain Pautrot， Electrolux Logistique 公司经理；
- Jérôme Seydoux， Pathé 公司首席执行官；
- Pierre Woda， Faïencerie de Pornic 公司总经理；
- Antoine Zacharias， groupe Vinci 公司前首席执行官。

### 公司创始人：
- Michel Meyer， Multimania 网站创立者；
- Denis Terrien， amazon.fr 创始人；
- Frédéric Montagnon， Overblog、 Nomao 和 Codanova 创始人。

### 其他：
- Laurent Broomhead， 电视节目主持人；
- Laurent Ponthou， 法国电信集团董事；
- Réda Allali， 摩洛哥歌手，吉他手以及Hoba Hoba Spirit乐队词作者。